# Ardiosteres moretonella
Ardiosteres moretonella är en fjärilsart som beskrevs av Walker 1866. Ardiosteres moretonella ingår i släktet Ardiosteres och familjen säckspinnare. Inga underarter finns listade i Catalogue of Life.